# Бисока
Бисока (рум. Bisoca) — коммуна в жудеце Бузэу в Румынии.
Расположена в исторической области Мунтения (или Большая Валахия) на расстоянии 131 км к северу от Бухареста, 44 км к северу от Бузэу, 104 км к западу от Галаца и 86 км к востоку от Брашова .
В состав коммуны входят такие села (данные о населении за 2002 год):
- Белтегари (221 человек)
- Бисока (278 человек) - административный центр коммуны
- Лакуриле (470 человек)
- Лопетеряса (292 человека)
- Плеши (490 человек)
- Реча (384 человека)
- Сериал (586 человек)
- Шиндрила (241 человек)

## Население
По данным переписи населения 2011 года здесь проживало 2791 человек.

## Топоним
Слово Bisoca происходит от славянского vasocoi (высокий).